# Gina del Rio
Gina del Rio Roca (* 26. Januar 2004 in Sant Julià de Lòria) ist eine andorranische Skilangläuferin.

## Werdegang
Del Rio nimmt seit 2020 an U18- und U20-Rennen im Alpencup teil, wobei sie in der Saison 2022/23 den zweiten Platz in der U20-Gesamtwertung errang und in der Saison 2023/24 diese Wertung gewinnen konnte. In der Saison 2021/22 kam sie bei den Junioren-Skiweltmeisterschaften 2022 in Lygna auf den 41. Platz über 5 km klassisch, auf den 39. Rang im Sprint sowie auf den 29. Platz im 15-km-Masenstartrennen und beim Europäischen Olympischen Winter-Jugendfestival im März 2022 in Vuokatti auf den 24. Platz über 5 km klassisch, auf den siebten Rang im Sprint sowie auf den vierten Platz über 7,5 km Freistil. Im folgenden Jahr belegte sie bei den Junioren-Skiweltmeisterschaften in Whistler den 18. Platz im Sprint, den 16. Rang im 20-km-Massenstartrennen und den achten Platz über 10 km Freistil. In der Saison 2023/24 gewann sie bei den Junioren-Skiweltmeisterschaften 2024 in Planica die Bronzemedaille im 20-km-Massenstartrennen, die Silbermedaille über 10 km klassisch und die Goldmedaille im Sprint. Zudem nahm sie in Lahti erstmals am Skilanglauf-Weltcup teil, wobei sie mit dem 21. Platz im Sprint ihre ersten Weltcuppunkte holte.

## Siege bei Continental-Cup-Rennen
| Nr. | Datum            | Ort      | Disziplin       | Serie    |
| --- | ---------------- | -------- | --------------- | -------- |
| 1.  | 7. Dezember 2024 | Schlinig | 10 km klassisch | Alpencup |